# Knuth (Familienname)
Knuth ist ein dänischer und deutscher Familienname.

## Namensträger

### A
- Adam von Knuth, deutscher Adelsmann und Gutsherr
- Adam Carl Vilhelm Knuth (1821–1897), dänischer Kammerherr und Hofjägermeister
- Adam Christopher von Knuth (1687–1736), dänischer Gutsherr, Lehnsgraf von Knuthenborg, siehe Adam Christoph von Knuth
- Adam Christopher Knuth (Kammerherr) (1755–1844), dänischer Graf, Kammerherr und Geheimrat
- Adam Levin I. von Knuth (1681–1751), mecklenburgischer Geheimrat und Stifter der mecklenburgischen Linie des uradeligen Hauses Knuth
- Adam Levin von Knuth (1648–1699), dänischer Geheimrat, Oberkammerjunker und Amtmann von Kopenhagen
- Adam Vilhelm Frederik Knuth (1829–1902), dänischer Postmeister in Sorø und Kammerherr
- Adam Wilhelm Knuth (Gutsherr, 1854) (1854–1888), dänischer Gutsherr
- Adam Wilhelm Knuth (Gutsherr, 1933) (1933–2013), dänischer Gutsherr
- Alexander Knuth (* 1948), deutscher Onkologe

### B
- Bodo Knuth (1920–nach 1972), deutscher Schauspieler

### C
- Carl Conrad Gustav Knuth (1761–1815), dänischer Postdirektor und Kammerherr
- Christian Frederik Knuth (Rittmeister) (1788–1852), Rittmeister und Hofjägermeister
- Christian Frederik Knuth (Jurist) (1862–1936), Jurist und Hofjägermeister
- Christian Frederik Knuth (1886–1969), Kammerherr und Hofjägermeister
- Christian Friderich Knuth (1728–1801), dänischer Militär und Gutsherr
- Christopher Knuth (1855–1942), dänischer Hofjägermeister und Kammerherr
- Conrad Detlev Knuth (1730–1805), dänischer Kammerherr und Geheimrat

### D
- Donald E. Knuth (* 1938), US-amerikanischer Informatiker und Hochschullehrer

### E
- Eckhard Christoph von Knuth (Eggert Christopher von Knuth; 1643–1697), dänischer Amtmann
- Eggert Adam Knuth (1901–1980), dänischer Lehnsgraf und Diplomat
- Eggert Christoffer Knuth (1882–1920), dänischer Lehnsgraf
- Eggert Christopher Knuth (1722–1776) (1722–1776), dänischer Lehnsgraf und Amtmann
- Eggert Christopher Knuth (Jurist) (1786–1813), dänischer Jurist und Amtmann
- Eggert Christopher Knuth (1838–1874) (1838–1874), dänischer Lehnsgraf
- Eigil Knuth (1903–1996), dänischer Forschungsreisender, Archäologe, Bildhauer und Autor
- Eigil Valdemar Knuth (1866–1933), dänischer Kapitän und Hofjägermeister
- Eldon L. Knuth (1925–2023), US-amerikanischer Aeronautiker und Hochschullehrer

### F
- Flemming Knuth (1879–1942), dänischer Ingenieur
- Frederik Knuth (1760–1818), dänischer Gutsbesitzer
- Frederik Marcus Knuth (Politiker) (1813–1856), dänischer Politiker, Außenminister
- Frederik Marcus Knuth (Botaniker) (1904–1970), dänischer Botaniker und Politiker (DNSAP)

### G
- Gustav Knuth (1901–1987), deutscher Schauspieler

### H
- Hans Christian Knuth (1940–2023), deutscher Geistlicher, Bischof von Schleswig
- Hans Schack Knuth (1787–1861), dänischer Amtmann und Kammerherr
- Henrich Knuth (Henrich Maximilian Knuth-Knuthenborg; 1870–1939), dänischer Jurist und Kammerherr
- Henriette Knuth (1863–1949), dänische Lehrerin und christliche Funktionärin
- Hermann Knuth (1904–1986), deutscher Kapitän zur See der Bundesmarine

### J
- Jacob von Knuth, deutscher Edelmann und Amtmann
- Jacob Ernst von Knuth (Rittmeister) (1609–1675), deutscher Rittmeister
- Jacob Ernst von Knuth (Oberstleutnant) (1672–1704), deutscher Oberstleutnant
- Joachim von Knuth (Amtmann) († vor 1597), deutscher Amtmann
- Joachim Knuth (Journalist) (* 1959), deutscher Journalist
- Joachim Friedrich von Knuth (Provisor) (1642–1684), deutscher Adliger, Provisor des Klosters Malchow
- Joachim Friedrich von Knuth (Rittmeister) (1731–1760), deutscher Rittmeister
- Joachim Sigismund Ditlev Knuth (1835–1905), dänischer Diplomat
- Johan Heinrich Knuth (1746–1802), dänischer Gutsbesitzer, Kammerherr und Geheimrat
- Joschka Knuth (* 1993), deutscher Politiker (Bündnis 90/Die Grünen), MdL Schleswig-Holstein
- Julius Knuth (1787–1852), dänischer Amtmann und Kammerherr
- Jürgen Knuth, deutscher Segelsportler

### K
- Karlheinz Knuth (1931–2008), deutscher Drehbuch-, Hörspiel- und Krimiautor, Fernseh- und Hörfunkregisseur
- Klaus Knuth (1935–2012), deutsch-schweizerischer Schauspieler
- Kristian Knuth (1886–1969), dänischer Kammerherr, Hofjägermeister und Widerstandskämpfer
- Kurt Knuth (1902–1977), deutscher NSDAP-Funktionär

### M
- Marcus Knuth (* 1976), dänischer Politiker
- Moritz von Knuth, deutscher Amtmann

### N
- Nicole Knuth, Schweizer Kabarettistin, siehe Knuth und Tucek

### P
- Paul Knuth (1854–1899), deutscher Botaniker und Lehrer
- Peter Knuth (1946–2012), deutscher Notfallmediziner und Verbandsfunktionär
- Preben Knuth (1906–1996), dänischer Maler

### R
- Reinhard Gustav Paul Knuth (1874–1957), deutscher Pädagoge und Botaniker

### S
- Sigismund Knuth, dänischer Oberstleutnant und Kammerherr
- Søster von Knuth (1658–1723), dänische Adelsdame und Gutsherrin

### T
- Thomas Knuth (* 1956), deutscher Autor

### U
- Ulrik Knuth (1911–2004), dänischer Kammerherr und Hofjägermeister

### W
- Wentzloff IV. von Knuth (1580–1658), deutscher Adelsmann und Provisor des Klosters Malchow
- Wilhelm Knuth (1905–1974), deutscher evangelisch-lutherischer Pastor